# Kuantungská armáda
Kuantungská armáda (japonsky: 関東軍, rómadži: Kantōgun, korejsky: 관동군, čínsky pchin-jinem Wéi-Shì Pīnyīn, znaky zjednodušené 关东军, tradiční 關東軍) byla skupina armád japonské císařské armády, oficiálně založena v roce 1923. Jednalo se o největší a nejprestižnější vojenský svazek Japonského císařství. Mnozí zde sloužící důstojníci (např. náčelník štábu Seiširó Itagaki nebo Hideki Tódžó) dosáhli vysokých postů ve vojenské i civilní vládě Japonska. V dobách největšího rozmachu čítala celkem 1 320 000 vojáků. Zanikla 20. srpna 1945 během bitvy o Mandžusko, kdy byla poražena, rozpuštěna a její zbytky se vzdaly Rusům.

## Historie

### Vznik
Po skončení rusko-japonské války Japonsko získalo od carského Ruska poloostrov Liao-tung, na němž se nacházely dvě významné ruské námořní základny: Port Arthur, Japonci přejmenovaný na Rjódžun (čínsky Lü-ta) a Dalnyj, přejmenovaný na Dairen (čínsky Ta-lien). Japonsko také získalo správu nad Jihomandžuskou železnicí a založilo jihomandžuskou železniční společnost, jež provozovala železniční dopravu do Mukdenu. V rámci bilaterálních smluv mohlo Japonsko držet podél jím spravované železnice strážní jednotky v počtu 17 mužů na jeden kilometr jako ochranu proti místním banditům – chunchuzům. Útvary, které sem byly vyslány na ochranu japonských zájmů, byly brigády námořních výsadků a prapor pevnostního dělostřelectva, doplněné šesti samostatnými strážními prapory (dokuritsu šúbitai). Tito pohraničníci byli považováni za bojovníky bránící Japonsko jako kdysi Ainové (původní obyvatelé Japonska, kteří ve starých dobách chránili hranice provincie Jamato, centra japonského císařství). Tato mytická podobnost, v japonské vojenské romantice velice živá, byla dalším důležitým aspektem v ideologii budoucí Kuantungské armády. Její příslušníci pod tímto vlivem vytvořili slogan, že jsou ostřím japonského meče, který ochrání a rozšíří sílu a slávu Japonska po celé Asii.
30. května 1918 se japonská 12. pěší divize vylodila ve Vladivostoku. Tato divize se později stala jádrem Kuantungské armády. Následně mělo dojít ve spolupráci se západními armádami k intervenci na Sibiř k podpoře Kolčaka a jeho Bílé armády. Celkový počet nasazených japonských vojáků se vyšplhal na 70 000 vojáků. Japonci zamýšleli Sibiř obsadit pro sebe a z Kolčakova Ruska utvořit nárazníkový stát proti bolševikům, aby mohli získat sibiřské nerostné bohatství. Z plánované intervence sešlo a podpora admirála Kolčaka byla čistě symbolická. Nicméně japonské jednotky zůstaly v Zabajkalí. Japonci dodali oslabeným československým legionářům novou výzbroj, pomohli jim s obsazováním železničních uzlů nad Vladivostokem, při bojích na Ussuri i dobytí Chabarovsku a zasloužili se o jejich transport zpět do vlasti. 16. června 1920 se útvary stáhly ze Sibiře na příkaz japonské vlády.
V březnu 1923 bylo ze 12. pěší divize a zkušených sibiřských jednotek utvořeno čtvrté vojenské uskupení japonské armády působící mimo Japonsko – Kuantungská armáda o síle 10 400 mužů.

### Mezi válkami
Ačkoli byla Kuantungská armáda nominálně podřízena generálnímu štábu japonské císařské armády, její vedení často jednalo v přímém rozporu s rozkazy z domovských ostrovů, aniž by neslo odpovědnost. Spiklenci z řad nižších důstojníků v roce 1928 zavraždili mandžuského generála Čanga Cuo-lina v takzvaném Chuang-ku-tchunském incidentu. Poté vedení zinscenovalo Mukdenský incident a v roce 1931 vtrhla vojska do Mandžuska proti vůli vrchního velení v Tokiu. Císařský generální štáb byl sice pohněván, ale jelikož operace dopadla úspěšně, bylo velení Kuantungské armády vyšetřováno jen kvůli "nekázni" a navíc dostalo posily.
Se založením loutkového státu Mandžukuo v roce 1932 se Kuantungská armáda stala vykonavatelem vojenské, ekonomické i politické správy. Velitel Kuantungské armády současně naoko zastával funkci japonského velvyslance v Mandžusku, ale ve skutečnosti byl on faktickým vládcem Mandžuska a mohl loutkového vládce kdykoliv zlikvidovat. Propaganda sice hrdě hlásila, že se jedná o osvobozování asijských národů ze zajetí západních velmocí pod japonským vedením, v praxi to však znamenalo hrůzovládu japonských úředníků a zástupců okupační správy.

### 1945
Na konci druhé světové války byla Kuantungská armáda už jen stínem své někdejší slávy. Část vojsk (zejména tankové a letecké svazky) byla převelena do Tichomoří nebo na domovské ostrovy. Stále měla k dispozici 881 000 mužů, 6260 pěchotních zbraní, 440 tanků, tančíků a obrněných vozidel, 1 800 děl, 2 500 minometů a 200 letadel. V takové sestavě působila vskutku impozantně, ale měla řadu slabých míst a nedostatků, které se zásadně projevily v boji s Rudou armádou. Vojáci na tom nebyli s výzbrojí nějak slavně. Pušek, pistolí a samopalů byl velký nedostatek a pocházely z omezených zásob armádních skladů a vojenských škol. Armáda se snažila všechny vojáky opatřit střelnými zbraněmi. I tak se nedostalo na všechny a zbytek se musil spokojit s Molotovovými koktejly, vrhacími noži, meči, oštěpy, halapartnami, luky se šípy a jinými zoufalými sebevražednými zbraněmi – takový návrat zpět do feudalismu(zdroj?). Dokonce i zašpičatělých bambusových tyčí byl nedostatek. Nicméně generál Sadao Araki vkládal to těchto prehistorických zbraní velkou důvěru a chvástal se, že bude připraven zničit Rusy, jakmile bude mít k dispozici 3 000 000 bambusových kopí!
Dále byly připravovány speciální sebevražedné nálože, kterými se vojáci měli opásat a vrhat pod sovětské tanky a také bakteriologické zbraně, připravené pro použití v případě, že tlak sovětských vojsk by byl tak silný, že by hrozil naprostý kolaps fronty. Vojáci byli nuceni procvičovat starodávná bojová umění, aby v případě potřeby mohli zabíjet rudoarmějce holýma rukama. I uniformy byly nedostatkové zboží. Zejména noví branci nosili součásti uniforem, kombinované s civilními oděvy. Boty byly nedostupné a odvedenci si proto opatřovali vlastní obuv nebo se zhotovovali slaměné sandály (tabi). Jako pokrývka hlavy sloužily polní čepice (pokud byly k dispozici), ocelové přilby přísně na příděl a přednostně pro důstojníky. Nové rekruty tvořili staří vysloužilci, fyzicky slabí muži, pracovníci civilní služby, studenti a nedospělí chlapci. Tito rekruti sami sebe nazývali „Lidské náboje“ (肉弾 Nikudan). Podle přesvědčivých statistik bylo 25% vojáků, kteří čelili sovětskému útoku povoláno do boje v předešlých deseti dnech! Bojová morálka byla nízká a většina vojáků postrádala řádný bojový a pěchotní výcvik. Někteří fanaticky opravdu věřili, že když budou všichni připraveni bojovat všemi dostupnými prostředky a do posledního dechu, skutečně Rusy zastaví.
Před sovětskou invazí vybudovali vojáci Kuantungské armády kolem hranice s SSSR a Mongolskem 17 opevněných prostorů. Ty měly hloubku až 50 km. Jejich celková délka byla asi 800 km, přičemž celá hranice měla délku přes 5000 km, takže opevnění kryla méně než 1/5 celé hranice. Dále bylo zbudováno tzv. Krycí pásmo, na které Japonci soustředili jednotky určené k zastavení prvního úderu. Krycí pásmo mělo 3 linie. První byla hluboká 3-10 km, druhá 3-5 km, za ní byla 10-20 km mezera a následovala třetí linie s hloubkou 2-4 km. Díky převaze Sovětů byla tato postavení celkem slabá.
16. srpna 1945 obdržel vrchní velitel Kuantungské armády, generál Otozó Jamada nařízení o kapitulaci. Některé divize se odmítly vzdát, a boj pokračoval ještě několik dní. Kuantungská armáda přestala existovat. Zbylí vojáci byli zabiti nebo zajati. Přes 500 000 válečných zajatců bylo posláno do sovětských Gulagů. V následujících letech byli postupně repatriováni v několika fázích. Poslední zajatci se vrátili do vlasti v roce 1950.

## Organizační struktura

### Velitelé
- generál Ičiro Tačibara (12. duben, 1919 – 6. leden, 1921)
- generál Misao Kawai (6. leden, 1921 – 10. květen, 1922)
- generál Šinobu Ono (10. květen, 1922 – 10. říjen, 1923)
- generál Jošinori Širakawa (10. říjen, 1923 - 28. červenec, 1926)
- polní maršál Muto Nobujoši (28. červenec, 1926 - 26. srpen, 1927)
- generál Muraoka Čótaró (26. srpen, 1927 - 1. červenec, 1929)
- generál Eitaró Hata (1. červenec, 1929 - 31. květen, 1930)
- generál Takaši Hišikari (3. červen, 1930 - 1. srpen, 1931)
- generál Šigeru Hondžó (1. srpen, 1931 - 8. srpen, 1932)
- polní maršál Nobujoši Mutó (8. srpen, 1932 - 27. červenec, 1933)
- generál Takaši Hišikari (29. červenec, 1933 - 10. prosinec, 1934)
- generál Jiró Minami (10. prosinec, 1934 - 6. březen, 1936)
- generál Kenkiči Ueda (6. březen, 1936 - 7. září, 1939)
- generál Jošihiro Umezu (7. září, 1939 - 18. červenec, 1944)
- generál Otozó Jamada (18. červenec, 1944 - 11. srpen, 1945)

### Náčelníci štábu
- genmjr. Matasuke Hamamo (12. duben, 1919 – 11. březen, 1921)
- genmjr. Kadža Fukuhara (11. březen, 1921 - 6. srpen, 1923)
- genmjr. Kawada Akidži (6. srpen, 1923 - 2. prosinec, 1925)
- genmjr. Tsune Saitó (2. prosinec, 1925 - 10. srpen, 1928)
- genpor. Kodži Mijake (10. srpen, 1928 - 8. srpen, 1932)
- generál Kuniaki Koisó (8. srpen, 1932 - 5. březen, 1934)
- generál Juzo Nišio (5. březen, 1934 - 23. březen, 1936)
- generál Seiširó Itagaki (23. březen, 1936 - 1. březen, 1937)
- generál Hideki Tódžó (1. březen, 1937 - 30. květen, 1938)
- genpor. Rensuke Isogaj (18. červen, 1938 - 7. září, 1939)
- genpor. Jo Iimura (7. září, 1939 - 22. říjen, 1940)
- generál Heitaro Kimura (22. říjen, 1940 - 10. duben, 1941)
- generál Teiiči Jošimoto (10. duben, 1941 - 1. srpen, 1942)
- genpor. Jukio Kasahara (1. srpen, 1942 - 7. duben, 1945)
- genpor. Hikosaburó Hata (7. duben, 1945 - 11. srpen, 1945)